# Castilléjar
Castilléjar è un comune spagnolo di 1 611 abitanti situato nella comunità autonoma dell'Andalusia.